# Liste der Bodendenkmäler in Lichtenau (Mittelfranken)
Auf dieser Seite sind die Bodendenkmäler in dem mittelfränkischen Markt Lichtenau zusammengestellt. Diese Tabelle ist eine Teilliste der Liste der Bodendenkmäler in Bayern. Grundlage ist die Bayerische Denkmalliste, die auf Basis des Bayerischen Denkmalschutzgesetzes vom 1. Oktober 1973 erstmals erstellt wurde und seither durch das Bayerische Landesamt für Denkmalpflege geführt wird. Die folgenden Angaben ersetzen nicht die rechtsverbindliche Auskunft der Denkmalschutzbehörde.

## Bodendenkmäler in Lichtenau

### Bodendenkmäler in der Gemarkung Fischbach
| Lage                 | Objekt                                                                   | Akten-Nr.     | Bild |
| -------------------- | ------------------------------------------------------------------------ | ------------- | ---- |
| Fischbach (Standort) | Freilandstation des Spätpaläolithikums und Siedlung der Urnenfelderzeit. | D-5-6730-0056 |      |
| Fischbach (Standort) | Siedlung vor- und frühgeschichtlicher Zeitstellung.                      | D-5-6730-0161 |      |

### Bodendenkmäler in der Gemarkung Immeldorf
| Lage                 | Objekt | Akten-Nr.     | Bild |
| -------------------- | --- | ------------- | ---- |
| Immeldorf (Standort) | Mittelalterlicher Burgstall. | D-5-6730-0060 |      |
| Immeldorf (Standort) | Siedlung der Steinzeiten, Siedlung der Urnenfelderzeit. | D-5-6730-0062 |      |
| Immeldorf (Standort) | Freilandstation des Mesolithikums, Siedlung vorgeschichtlicher Zeitstellung.                                                                                   | D-5-6730-0064 |      |
| Immeldorf (Standort) | Mittelalterliche und frühneuzeitliche Befunde im Bereich der Evangelisch-Lutherischen Pfarrkirche St. Georg, Friedhof des Mittelalters und der frühen Neuzeit. | D-5-6730-0166 |      |
| Immeldorf (Standort) | Siedlung vorgeschichtlicher Zeitstellung. | D-5-6730-0168 |      |

### Bodendenkmäler in der Gemarkung Lichtenau
| Lage                 | Objekt | Akten-Nr.     | Bild |
| -------------------- | --- | ------------- | ---- |
| Lichtenau (Standort) | Festung und ehemals reichsstädtisches Pflegschloss, ehemalige Wasserburg.                                             | D-5-6730-0047 |      |
| Lichtenau (Standort) | Siedlung vorgeschichtlicher Zeitstellung.                                                                             | D-5-6730-0048 |      |
| Lichtenau (Standort) | Freilandstation des Mesolithikums.                                                                                    | D-5-6730-0052 |      |
| Lichtenau (Standort) | Mittelalterliche und frühneuzeitliche Befunde im Bereich der Marktsiedlung von Lichtenau.                             | D-5-6730-0170 |      |
| Lichtenau (Standort) | Frühneuzeitliche Marktbefestigung.                                                                                    | D-5-6730-0171 |      |
| Lichtenau (Standort) | Mittelalterliche und frühneuzeitliche Befunde im Bereich der Evangelisch-Lutherischen Pfarrkirche hl. Dreifaltigkeit. | D-5-6730-0172 |      |

### Bodendenkmäler in der Gemarkung Malmersdorf
| Lage                   | Objekt                                     | Akten-Nr.     | Bild |
| ---------------------- | ------------------------------------------ | ------------- | ---- |
| Malmersdorf (Standort) | Siedlung der Steinzeiten.                  | D-5-6730-0066 |      |
| Malmersdorf (Standort) | Grabhügel vorgeschichtlicher Zeitstellung. | D-5-6730-0073 |      |
| Malmersdorf (Standort) | Siedlung der Steinzeiten.                  | D-5-6730-0104 |      |

### Bodendenkmäler in der Gemarkung Ratzenwinden
| Lage                    | Objekt                    | Akten-Nr.     | Bild |
| ----------------------- | ------------------------- | ------------- | ---- |
| Ratzenwinden (Standort) | Siedlung der Steinzeiten. | D-5-6729-0043 |      |
| Ratzenwinden (Standort) | Siedlung der Steinzeiten. | D-5-6729-0044 |      |

### Bodendenkmäler in der Gemarkung Schlauersbach
| Lage                     | Objekt                                                                                 | Akten-Nr.     | Bild |
| ------------------------ | -------------------------------------------------------------------------------------- | ------------- | ---- |
| Schlauersbach (Standort) | Freilandstation des Mesolithikums.                                                     | D-5-6730-0068 |      |
| Schlauersbach (Standort) | Siedlung vor- und frühgeschichtlicher Zeitstellung, Freilandstation des Mesolithikums. | D-5-6730-0069 |      |
| Schlauersbach (Standort) | Siedlung vor- und frühgeschichtlicher Zeitstellung.                                    | D-5-6730-0163 |      |

### Bodendenkmäler in der Gemarkung Volkersdorf
| Lage                   | Objekt                                    | Akten-Nr.     | Bild |
| ---------------------- | ----------------------------------------- | ------------- | ---- |
| Volkersdorf (Standort) | Siedlung vorgeschichtlicher Zeitstellung. | D-5-6730-0221 |      |

### Bodendenkmäler in der Gemarkung Wattenbach
| Lage                  | Objekt                                     | Akten-Nr.     | Bild |
| --------------------- | ------------------------------------------ | ------------- | ---- |
| Wattenbach (Standort) | Grabhügel vorgeschichtlicher Zeitstellung. | D-5-6730-0074 |      |
| Wattenbach (Standort) | Siedlung der Steinzeiten.                  | D-5-6730-0075 |      |
| Wattenbach (Standort) | Siedlung der Steinzeiten.                  | D-5-6730-0167 |      |
| Wattenbach (Standort) | Siedlung der Steinzeiten.                  | D-5-6730-0169 |      |